# Broadfield Stadium
Il Broadfield Stadium è lo stadio di Crawley; è utilizzato per le partite di calcio in casa del Crawley Town Football Club. Ha una capienza di 5996 posti.